# 동암중학교 (경기)
동암중학교는 대한민국 경기도 의정부시 장암동에 있는 공립 중학교이다.

## 학교 연혁
- 2008년 1월 31일 : 동암중학교 설립인가(5개 학급)
- 2008년 3월 1일 : 초대 김춘성 교장 취임
- 2008년 3월 3일 : 제1회 신입생 입학식(5개 학급, 167명)
- 2010년 2월 28일 : 교육과학기술부 전국영어교육리더학교 선정(RTR+2 Program)
- 2011년 2월 10일 : 제1회 졸업식(150명)
- 2012년 2월 1일 : 특수학급 인가(1학급)
- 2015년 3월 2일 : 2015 '혁신공감학교' 운영
- 2020년 3월 2일 : 2020학년도 혁신교육지구 사업 운영
- 2021년 3월 1일 : 제4대 이명휘 교장 취임
- 2023년 1월 3일 : 제13회 졸업식 (266명)
- 2024년 3월 4일 : 2024학년도 신입생 입학식(8학급 227명)

## 참고 자료
- 동암중학교 - 한국교육학술정보원 학교알리미